# Valí
Un valí (en árabe: والي‎ [wālī] o ولي [walī]) es un cargo existente en muchos lugares del mundo árabe e islámico que equivale al de gobernador. El territorio gobernado por un valí se llama en árabe wilāya, que ha dado lugar al turco vilayet y este al castellano «valiato».
En el Imperio otomano, el sultán nombraba a los valíes y (en principio) dependían directamente de él. El valí ostentaba tanto el poder civil como el militar.
Fuera del uso político, el valí también significa encargado o próximo, por lo que en los textos religiosos tiene varios usos.
Por un lado, se refiere a quien es un amigo cercano e íntimo. En este aspecto, el Corán hace varios usos de este término y sus derivados: wālī, walī (pl. awliya), mawlâ (pl. mawālī).
1. Al-Wālī y al-walī son dos de los nombres de Dios, ambos provienen de la misma raíz y a veces sus significados se entremezclan. El primero es el nombre de Potentado, el Administrador, el Gobernador e indica que es quien se hace cargo de todo. De ahí que el Corán diga: "...ni precisa valedor (wālī) que le proteja de humillación, así que proclama Su grandeza" (Corán 17:11). El segundo, al-walī significa el amigo íntimo, el Protector (sentido que comparte con al-Mawlâ), el encargado.
2. Wālī se usa también para referirse a un Amigo de Dios y en tal sentido, es equivalente a la figura de un santo (véase Valí (santo))
3. El término walī (sobre todo su plural, awliya) es usado en el Corán para referirse también a los amigos íntimos; por un lado, referido a las personas (p. ej. "No toméis a los infieles como amigos íntimos 3:28") y, por otro, para referirse a los compañeros de Satán (awliya al-shaytan 3:175; 4:76), así como a aquellos temerosos de Dios, que son considerados los amigos íntimos de Dios, aquellos que le temen y "ciertamente los cercanos (awliya) de Dios son los que no temerán ni sentirán pena el Día del juicio". Basados en algunos dichos proféticos, se considera que el walī es el amigo íntimo de Dios. Aunque se ha traducido por santo en los trabajos del arabismo, y el desarrollo de tal idea tiene indudables paralelismos, el concepto de santidad (walaya) en el islam es bien diferente del referido en el cristianismo.

En este sentido, el islam ha desarrollado varias formas de contemplar la santidad. Por un lado, el chiismo lo ha desarrollado alrededor de la idea del imamato y la idea del legado profético como algo unido a su descendencia. En el islam suní, la santidad ha evolucionado en torno a la idea del walī como persona de acreditada piedad, sincero,... El concepto ha sido especialmente elaborado en el sufismo, que ha desarrollado toda una teoría de la jerarquía espiritual, estaciones espirituales, conocimientos sobre Dios y el cosmos, entendiendo el concepto de walī, en su sentido etimológico, como aquel que está cercano a Dios. Por ello, algunos han sugerido como mejor traducción para walī el amigo íntimo.
Por otra parte, el concepto de valí, además de la cercanía a Dios, también comprende una idea de encargado, como representante de Dios. Esto ha llevado a que en algunas zonas del mundo islámico haya aparecido una veneración hacia los santos, que en casos extremos ha dado lugar al marabutismo.